# Särlaskolan

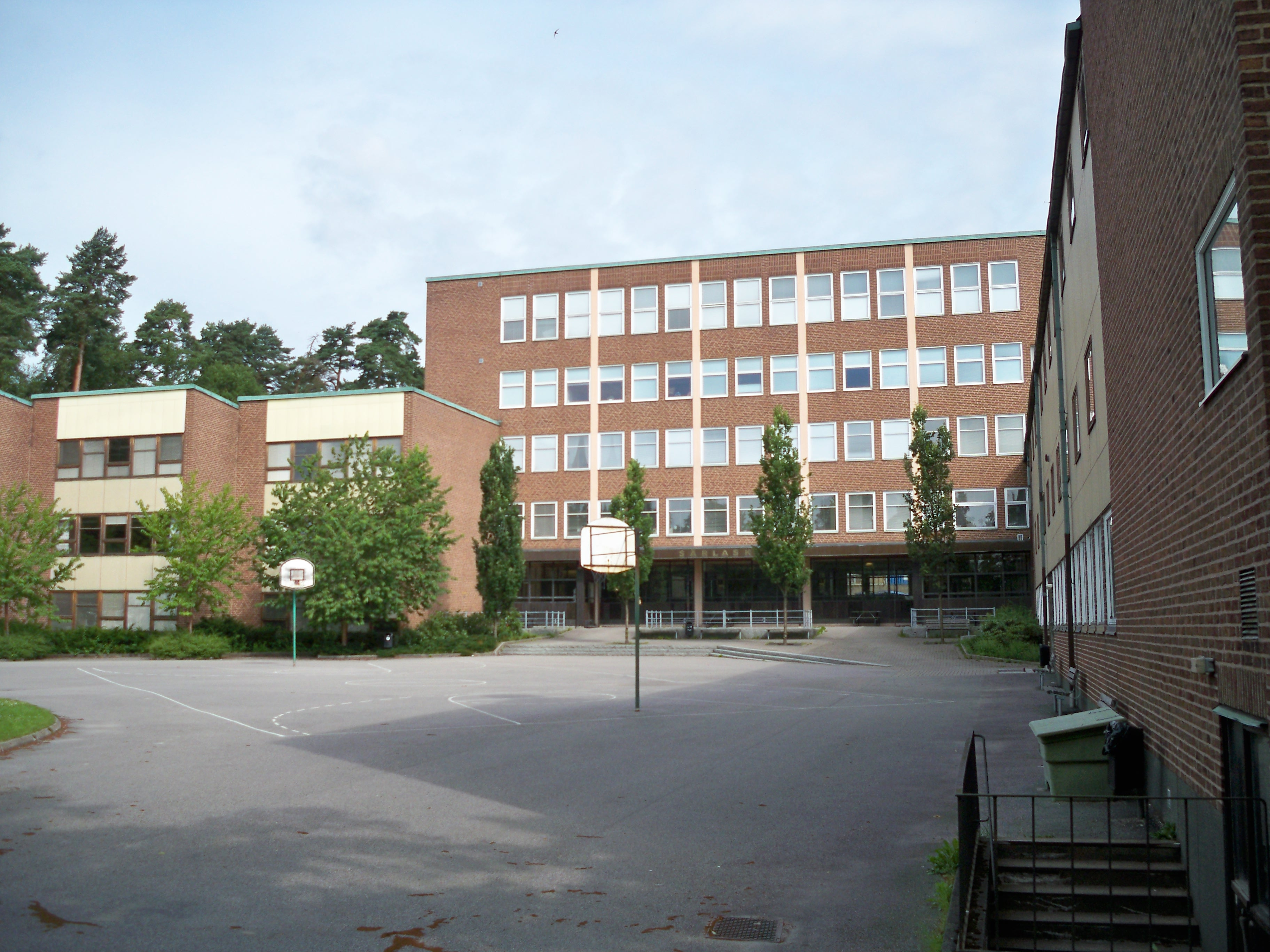
Huvudentrén till Särlaskolan.

Särlaskolan är en kommunal F-9 skola i Borås, vilken är belägen vid Göteborgsvägen nära Centralbron. 
Skolan tillkom 1948 som kommunal mellanskola, då den ersatte Borås högre folkskola, och blev efter några år Borås praktiska realskola. Arkitekt var Harald Ericson. År 1965 började skolan ta emot elever på grundskolans högstadium och fick då namnet Särlaskolan. De sista realskoleeleverna lämnade skolan våren 1968, varefter den var högstadieskola. Numera är den F-9 skola. 